# TAI Hürkuş
TAI Hürkuş (рус. Вольная птица) — турецкий тандемный двухместный одномоторный низкоплан с турбовинтовым двигателем, разрабатываемый Turkish Aerospace Industries (TAI) в качестве нового базового учебно-тренировочного самолета и штурмовика для ВВС Турции.
Самолет назван в честь Веджихи Хюркуш, пилота-ветерана Первой мировой войны и войны за независимость Турции, пионера турецкой авиации и первого турецкого производителя самолетов.

## История
Программа развития TAI Hürkuş началась с соглашения, подписанного между Министерством оборонной промышленности Турции (Savunma Sanayii Müsteşarlığı (SSM)) и TAI в марте 2006 года. В соответствии с соглашением компания спроектирует, изготовит и проведет гражданскую сертификацию самолета в соответствии с европейскими стандартами авиационной безопасности.
Программа развития TAI Hürkuş задерживалась. В 2007 году прогнозировалось, что первый прототип полетит в конце 2009 года, а первая поставка после завершения процесса сертификации запланирована на 2011 год. 27 июня 2012 года Hürkuş был официально представлен на церемонии, состоявшейся в помещении TAI. Прогнозируемая дата первого полета была затем отложена до конца 2012 года и фактически произошла 29 августа 2013 года, когда самолет вылетел с авиабазы Мюртед в Анкаре. Время полета составило 33 минуты.
К июню 2012 года программа Hürkuş потребовала одного миллиона человеко-часов работы 140 инженеров.
В 2016 году учебно-тренировочный самолет Hürkuş-A получил сертификат валидации CS-23 Европейского агентства авиационной безопасности (EASA) и сертификат самолета Генерального директората гражданской авиации Турции (DGCA).
У турецкой армии есть заказ на 15 самолетов Hürkuş-B, в дальнейшем ожидается заказ на дополнительные 40 самолетов. Поставки запланированы на середину 2017 года.

## Описание
Hürkuş будет оборудован для дневных и ночных полетов, а также для базовой подготовки пилотов, полетов по приборам, навигационной подготовки, обучения вооружению и построению строя. Самолет будет иметь хороший обзор из обеих кабин с углом обзора вниз 50 градусов из задней кабины, герметизацию кабины, катапультные кресла Martin-Baker Mk T-16 N 0/0 , бортовую систему генерации кислорода (OBOGS), систему экологического контроля (охлаждение паровым циклом), систему защиты от перегрузок, шасси с высокой амортизирующей способностью для учебных миссий, а также систему управления дроссельной заслонкой и ручкой (HOTAS).

## Варианты
Hürkuş-А
Базовая версия, сертифицированная EASA в соответствии с требованиями CS-23. Предназначена для гражданского пользования.
В 2016 году учебно-тренировочный самолет Hürkuş-A получил сертификат типа CS-23 Европейского агентства авиационной безопасности (EASA) и сертификат типа воздушного судна Генерального директората гражданской авиации Турции (DGCA).
Hürkuş-Б
Расширенная версия со встроенной авионикой(включая HUD, MFD и Mission Computer). У турецкой армии есть заказ на 15 самолетов. Поставки запланированы на середину 2017 года.
Hürkuş-С
Вооруженная версия для непосредственной поддержки с воздуха в дополнение к миссиям по обучению пилотов будет иметь максимальную боевую нагрузку 1500 кг, а также будет оснащена передним инфракрасным датчиком(FLIR). Сможет летать с неподготовленных взлетно-посадочных полос. Турецкая армия выразила заинтересованность в использовании самолета в борьбе с терроризмом и, как ожидается, привлечет экспортные заказы. Основным преимуществом будет снижение стоимости полетов, особенно на театрах боевых действий с низкой интенсивностью, где угрозы противовоздушной войны минимальны.
В феврале 2017 года министерство обороны Турции опубликовало фотографии, на которых виден прототип Hürkuş-C, несущий противотанковые управляемые ракеты Roketsan UMTAS, ракеты Roketsan Cirit с лазерным наведением, электрооптический и инфракрасный(EO/IR) блок (вероятно, Aselsan), система наведения с общей апертурой (CATS) и внешние топливные баки.
БПЛА Hürkuş-С
Беспилотная версия самолета Hurkus-C, разрабатываемая для Вооруженных сил Турции.
Hürkuş-2
Новая улучшенная модель для ВВС Турции.

## Операторы
Турция — на вооружении.
 Ливия — заказаны версии Hürkuş-C.
 Нигер — 2 Hürkuş.
 Чад — поставлено 3 Hürkuş.

## ТТХ
Общие характеристики
- Экипаж: один
- Вместимость: один пассажир
- Длина: 11,17 м
- Размах крыльев: 9,96 м
- Высота: 3,70 м
- Силовая установка: 1 турбовинтовой авиационный двигатель Pratt & Whitney Canada PT6A-68T мощностью 1200 кВт (1600 л. с.)
- Гребные винты: 5-лопастной пропеллер Hartzell HC-B5MA-3.

Производительность
- Максимальная скорость: 574 км/ч
- Крейсерская скорость: 463 км/ч
- Скорость сваливания: 143 км/ч
- Дальность: 1478 км на высоте 4572 м
- Автономность: 4,25 часа на высоте 4 572 м
- Практический потолок: 10 577 м
- пределы g: +7/-3,5
- Скорость набора высоты: 22 м/с